# Gesetz über den Bau und den Betrieb von Versuchsanlagen zur Erprobung von Technologien für den spurgeführten Verkehr
Das Gesetz über den Bau und den Betrieb von Versuchsanlagen zur Erprobung von Technologien für den spurgeführten Verkehr (SpurVerkErprG) wurde 1976 speziell für Bau und Betrieb der Transrapid-Versuchsanlage bei Lathen im Emsland erlassen.
Es erlangte beim Transrapid-Unfall am 22. September 2006 traurige Berühmtheit, da der erforderliche Sicherheitsstandard für den Betrieb mit Fahrgästen – insbesondere die bei Hochgeschwindigkeitsbahnen übliche Fahrwegprüfung – vom Gesetz und den dazugehörigen Verordnungen nicht vorgesehen ist. Vorgeschrieben ist lediglich eine „Papiersicherheit“ aus Handprotokollen und Sichtprüfungen, die menschliches Versagen nicht ausschließen kann. Aufsichtsbehörde ist die Niedersächsische Landesbehörde für Straßenbau und Verkehr. Eine Beteiligung anderer Fachbehörden bei Planung und Überwachung wurde vom Gesetz ausdrücklich ausgeschlossen: „Baufreigaben, Abnahmen, Prüfungen und Zulassungen durch andere Behörden finden insoweit nicht statt.“ (§ 11 Abs. 3 SpurVerkErprG). Die genehmigende Behörde verweigert mit Hinweis auf das Urheberrecht jegliche Veröffentlichung der Genehmigung und der zugehörigen Gutachten.
Das Fachwissen des ansonsten für Schnellverkehrs- und Magnetschwebebahnen zuständigen Eisenbahn-Bundesamtes (EBA) konnte somit nicht eingebunden werden.
Hypothetische öffentliche Magnetschwebebahnstrecken in Deutschland würden – im Gegensatz zur Teststrecke im Emsland – dem vom EBA überwachten Allgemeinen Magnetschwebebahngesetz (AMbG) sowie der Magnetschwebebahn-Bau- und Betriebsordnung (MbBO) unterliegen, die beide der Sicherheit öffentlichen Verkehrs hohe Priorität einräumen.